# Kotonu
Kotonu (fr. Cotonou) – miasto w południowym Beninie, w departamencie Littoral. Położone jest pomiędzy Zatoką Gwinejską na południu, a jeziorem Nokoué na północy, przy ujściu rzeki Ouémé. W spisie ludności z 11 maja 2013 roku liczyło 679 012 mieszkańców. Pod względem liczby ludności jest największym miastem kraju, jego głównym ośrodkiem gospodarczym i portem morskim. Kotonu jest także siedzibą parlamentu, ministerstw i Sądu Najwyższego Beninu. 

## Charakterystyka
Miasto jest głównym ośrodkiem gospodarczym kraju. Dominuje tu przemysł spożywczy (olejarnie, browar, przetwórnie owoców), włókienniczy, drzewny, cementowy oraz chemiczny. W Kotonu montowane są samochody i motocykle. Miasto posiada połączenie kolejowe ze stolicą kraju, Porto-Novo, a także ze środkową częścią państwa oraz z Togo i Nigerią. W Kotonu działa międzynarodowy port lotniczy. W 1970 roku w mieście założono uniwersytet. W Kotonu mieści się konsulat Rzeczypospolitej Polskiej. 

## Historia
Kotonu powstało w pierwszej połowie XIX wieku na miejscu osady rybackiej. Miasto stało się ośrodkiem nielegalnego handlu niewolnikami. W 1890 roku zostało zajęte przez Francuzów, którzy włączyli je w 1894 roku w skład kolonii Dahomej. 

## Sport
W Kotonu siedzibę ma ASPAC FC, klub piłkarski, występujący w Moovligue 1.

## Miasta partnerskie
- Atlanta
- Salvador
- Tajpej
- Żylina